# Fræna
Fræna là một đô thị của hạt Møre og Romsdal, Na Uy.
Đô thị này đã được tách ra từ Aukra năm 1840. Các đô thị Bud và Hustad đã được nhập vào với Fræna ngày 1 tháng 1 năm 1964.
Trung tâm hành chính của Fræna ở Elnesvågen với 2.133 cư dân vào thời điểm ngày 1 tháng 1 năm 2007. Nhà máy Moxy nằm ở Elnesvågen.
Các làng khác gồm Bud (712 dân), Malme/Malmefjorden (404), Tornes (388) và Sylte (225). 